# Cebrio tiziifrensis
Cebrio tiziifrensis is een keversoort uit de familie Cebrionidae. De wetenschappelijke naam van de soort is voor het eerst geldig gepubliceerd in 1961 door Cobos.